# Anterastai

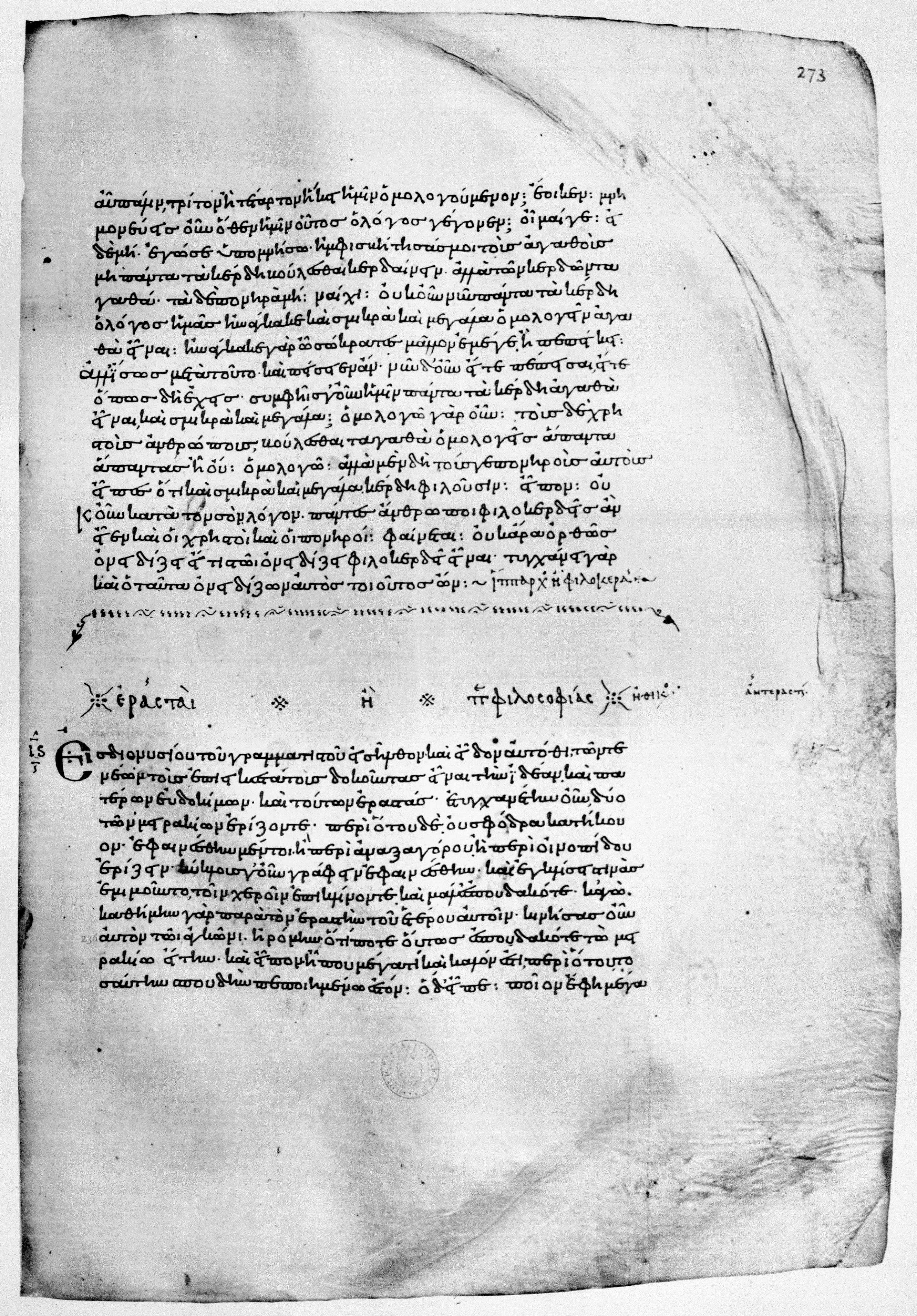
Der Anfang der Anterastai in der ältesten erhaltenen mittelalterlichen Handschrift, dem 895 geschriebenen Codex Clarkianus

Anterastai (altgriechisch Ἀντερασταί Anterastaí „Die Rivalen“, „Die Nebenbuhler“, auch Erastaí „Die Liebhaber“, lateinisch Amatores) ist der Titel eines antiken literarischen Dialogs über die Begriffsbestimmung und den Zweck der Philosophie und die richtige Art sie zu betreiben. Die Hauptfigur ist der Philosoph Sokrates. Er gibt als fiktiver Berichterstatter den Verlauf des erfundenen Gesprächs wieder, in dem er als Diskussionspartner zweier junger Männer auftritt. Der klar strukturierte Dialog galt in der Antike als Werk Platons, aber in der modernen Forschung wird er aus inhaltlichen und stilistischen Gründen überwiegend für nicht authentisch gehalten.
Den Hintergrund der Gesprächssituation bildet eine homoerotische Rivalität: Die beiden Männer sind in denselben Knaben verliebt, und dieser ist beim Gespräch als Zuhörer anwesend. Da einer der Rivalen sein Interesse auf geistige, der andere auf körperliche Ertüchtigung konzentriert, repräsentieren sie den Gegensatz zwischen Gymnastik und Bildung, den beiden traditionellen Feldern der Pädagogik. Zugleich stehen sie für zwei unterschiedliche Lebensentwürfe, denn der eine strebt nach Wissen, der andere richtet sein Augenmerk auf körperliche Genüsse.

## Inhalt
Der Dialog spielt sich in Athen ab, in der Schule des Grammatikers Dionysios, den der Doxograph Diogenes Laertios in seiner Platon-Biographie als den Grammatiklehrer Platons bezeichnet. Der Zeitpunkt geht aus dem Text nicht hervor; in Betracht kommen möglicherweise die dreißiger Jahre des 5. Jahrhunderts v. Chr. Eine Rahmenhandlung fehlt, Sokrates tritt unvermittelt als Berichterstatter auf und erzählt den fiktiven Handlungsverlauf.
Bei Dionysios trifft Sokrates zwei Knaben an, die sich – soweit er aus einiger Entfernung ihr Gespräch versteht – eifrig über astronomische Ansichten des Anaxagoras oder des Oinopides unterhalten, wobei sie Diagramme zeichnen. Bei Sokrates sitzen zwei junge Männer, die im Titel des Dialogs angesprochenen Liebhaber oder Nebenbuhler, die beide in einen der Knaben verliebt sind und um seine Gunst rivalisieren. Ihre Namen werden nicht genannt. Sokrates erkundigt sich bei einem von ihnen nach dem Thema, das die Knaben so fasziniert, und erhält zur Antwort, es gehe um Geschwätz über Himmelskunde und philosophisches Zeug. Darauf fragt Sokrates den Mann, warum er sich so verächtlich über die Philosophie äußere. Ohne die Antwort abzuwarten, schaltet sich nun der andere Mann ein und erklärt, sein Rivale interessiere sich nur für Ringkampf und Essen, daher sei es zwecklos, ihn über Philosophie zu befragen. Er selbst hingegen befasse sich mit mousikḗ („Musik“). Dieser Ausdruck bezeichnet im Altgriechischen nicht nur Musik im heutigen Sinne, sondern alle „Künste der Musen“, also die Gesamtheit der künstlerischen, literarischen und wissenschaftlichen Bildung und Betätigung. Der Liebhaber der Musenkünste will sich also als kultivierten Menschen darstellen. Mit ihm beginnt nun Sokrates eine Debatte über den Sinn der Philosophie. Die Knaben beteiligen sich nicht am Gespräch, hören aber zu. Dadurch wird die Diskussion für den Bildungsliebhaber zu einer Bewährungsprobe seiner Klugheit und Debattierkunst angesichts des Zuhörers, in den er verliebt ist. Sein Rivale hingegen gibt sich keine Blöße, sondern begnügt sich mit der passiven Rolle, die ihm zugefallen ist.    
Der Bildungsliebhaber beginnt mit der Feststellung, einen Verächter der Philosophie halte er nicht für einen Menschen. Indem er die Philosophie zu einem Merkmal des Menschseins erhebt, will er seinen Rivalen als untermenschlich diffamieren. Sokrates entgegnet, derartige Wertungen könnten nur dann sinnvoll sein, wenn man wisse, was das Bewertete eigentlich sei. Darauf versichert der Bildungsliebhaber, er wisse sehr wohl, was Philosophie sei. Er beruft sich auf einen Ausspruch des Weisen Solon, der gesagt hat: „Unaufhörlich Vieles hinzulernend altere ich.“ Den Philosophen mache die Bereitschaft zu ständiger Wissenserweiterung aus, Philosophie bestehe in möglichst umfassendem Wissen. 
Gegen diese Auffassung wendet sich Sokrates. Durch Vergleiche mit der Gymnastik und der Ernährung macht er seinem Gesprächspartner plausibel, dass es bei allen Bemühungen darauf ankomme, nichts zu übertreiben, sondern das rechte Maß zu finden. Ebenso wie bei den Leibesübungen und der Gesundheitspflege sei auch bei der geistigen Ertüchtigung ein maßloses, unbesonnenes Vorgehen unzweckmäßig. Dies sieht der Bildungsliebhaber ein.
An diesem Punkt stellt Sokrates die Frage, auf welche Wissensgebiete sich der Philosoph zu konzentrieren habe, da er ja eine Auswahl treffen müsse. Wiederum tritt der Bildungsliebhaber dafür ein, der Philosoph solle, wenn er schon nicht auf allen Gebieten Fachmann sein könne, doch möglichst viele zu beherrschen trachten. Den Vorrang solle er den Kenntnissen geben, die ihm den meisten Ruhm einzubringen versprechen. Wesentlich seien die eines freien Mannes würdigen Wissensbereiche, zu denen handwerkliche und auf körperliche Arbeit bezogene Fertigkeiten nicht zählten.      
Im Verlauf der weiteren Auseinandersetzung mit dieser Frage wird die Gleichsetzung der Philosophie mit möglichst umfassender Bildung verworfen und Vielwisserei, eine bloße Anhäufung von möglichst vielseitigem Wissen, für nutzlos befunden. Das Fazit, zu dem die Diskussion führt, lautet: Wer auf vielen Gebieten Wissen erwirbt, ist in jedem einzelnen dieser Wissensbereiche dem jeweiligen Spezialisten unterlegen. Da seine Qualifikation somit zweitklassig ist, ist er nicht tüchtig, sondern unnütz, denn er ist kein Meister des Fachs, und wenn ein Fachmann benötigt wird, wird man sich nicht an ihn wenden, sondern an einen professionellen Experten, beispielsweise im Krankheitsfall an einen Arzt. Daher soll sich der Philosoph nicht auf eine sinnlose Konkurrenz mit solchen Fachleuten einlassen, sondern das betreiben, was zu seinem eigenen Fach gehört. Das ist das Streben nach Besonnenheit und Gerechtigkeit. Die Besonnenheit, die mit Selbsterkenntnis verbunden ist, verhilft zu rechter Menschenkenntnis. Die Gerechtigkeit zeigt sich in der richtigen Anwendung der erlangten Einsichten bei der Verwaltung eines Haushalts, in der Rechtspflege oder bei der Lenkung eines Staates. Das ist die Aufgabe des Philosophen. Hier darf er sich nicht mit zweitklassigen Fähigkeiten und zweitrangigen Rollen begnügen, sondern muss der zuständige Fachmann sein. Als solcher hat er gemäß seiner philosophischen Qualifikation Verantwortung zu übernehmen und eine maßgebliche Rolle zu spielen. 
Der Gesprächspartner des Sokrates muss zum Schluss beschämt zugeben, dass seine bisherige Denkweise verfehlt war. Sein ungebildeter Rivale nutzt die Gelegenheit, sich auf die Seite des Sokrates zu stellen und so als Sieger dazustehen, obwohl er zur Klärung der Frage nichts beigetragen hat. Auch die Knaben stimmen dem Urteil des Sokrates zu. Somit muss der arrogante Bildungsliebhaber, der sich verschiedentlich zu Ausfällen gegen seinen Rivalen hat hinreißen lassen, eine empfindliche Demütigung hinnehmen. Dies entspricht einem aus authentischen Dialogen Platons bekannten Gesprächsverlauf: Anfangs selbstsicher auftretende Diskussionsteilnehmer sehen sich später gezwungen, die unzulängliche Fundierung ihrer Meinungen einzuräumen.

## Verfasser, Entstehungszeit und Quellen
In der modernen Forschung wird die Echtheit des Dialogs überwiegend bezweifelt oder bestritten. Nach der heute vorherrschenden Auffassung ist das Werk nicht von Platon verfasst worden, sondern von einem unbekannten Schriftsteller, der den Stil der Dialoge Platons imitierte. Begründet wird dies mit stilistischen und inhaltlichen Besonderheiten der Anterastai. Dennoch wird immer wieder die Möglichkeit der Echtheit erwogen. Julia Annas hält den Dialog für ein frühes Werk Platons.
Wer tatsächlich den Dialog verfasst hat und wann dies geschah, ist nicht zuverlässig zu ermitteln. Es ist davon auszugehen, dass der Verfasser der Platonischen Akademie angehörte. Eine Vermutung lautet, es handle sich wohl um einen Akademiker, der zur Zeit des Scholarchen (Schuloberhaupts) Arkesilaos († 241/240 v. Chr.) lebte, also in der Anfangsphase der mit Arkesilaos beginnenden Epoche der „Jüngeren Akademie“. Nach einer anderen Hypothese, die in der Forschung mehr Anklang gefunden hat, war der Autor in der Spätphase der „Älteren Akademie“ tätig, im späten 4. oder frühen 3. Jahrhundert v. Chr. Andere Forscher befürworten frühere Ansätze. Holger Thesleff meint, dass das Werk schon zu Platons Lebzeiten entstanden ist und nur für internen Gebrauch in der Akademie bestimmt war. Joachim Dalfen glaubt, dass die Anterastai und andere unechte Dialoge Arbeiten seien, mit deren Anfertigung Platon seine ersten Schüler beauftragt habe. Mit dieser Hypothese erklärt Dalfen die Nähe dieser Werke zu Platons Frühschriften und das Fehlen von Elementen, die für die späteren echten Dialoge typisch sind.
Falls die Spätdatierung richtig ist und der Dialog erst in frühhellenistischer Zeit entstand, ist die scharfe Kritik an nutzloser Wissensanhäufung wohl als Polemik gegen das Bildungskonzept des Aristoteles zu deuten.
Als Quellen, denen der Autor der Anterastai Anregungen verdankte, lassen sich echte Dialoge Platons mit vergleichbarem erotischen Hintergrund wie der Charmides und der Lysis benennen.

## Rezeption

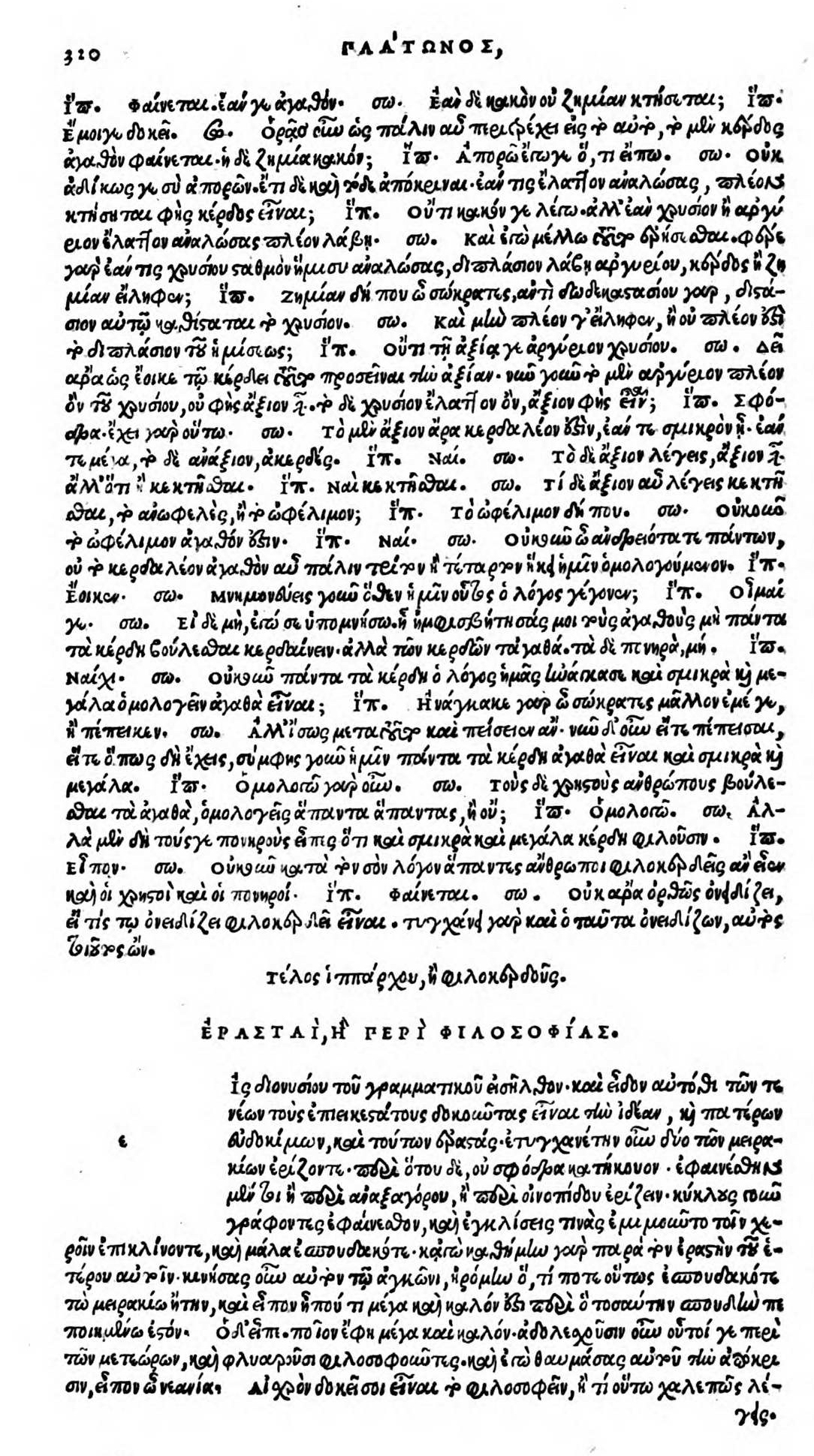
Der Anfang der Anterastai in der Erstausgabe, Venedig 1513

In der Antike wurde der Dialog meist als authentisches Werk Platons betrachtet. Allerdings gab es schon damals gelegentlich Zweifel, wie aus einer Bemerkung bei Diogenes Laertios, der eine heute verlorene Schrift des Mittelplatonikers Thrasyllos zitiert, zu ersehen ist. Demnach war Thrasyllos der Meinung, falls es sich tatsächlich um eine Schrift Platons handle, sei der anonyme Gesprächspartner des Sokrates mit dem Philosophen Demokrit zu identifizieren. Somit war Thrasyllos unsicher.
In der Tetralogienordnung der Werke Platons, die anscheinend im 1. Jahrhundert v. Chr. eingeführt wurde, gehören die Anterastai zur vierten Tetralogie. Diogenes Laertios zählt sie zu den „ethischen“ Dialogen und gibt als Alternativtitel „Über die Philosophie“ an. Dabei beruft er sich auf Thrasyllos. Die älteste erhaltene Handschrift stammt aus dem 9. Jahrhundert.  
In der arabischsprachigen Welt waren die Anterastai im Mittelalter nicht ganz unbekannt; der Philosoph al-Fārābī verfasste eine Schrift über die Philosophie Platons, in der er knapp auf den Ertrag des Dialogs einging.
Der Humanist Marsilio Ficino hielt die Anterastai für echt und übersetzte den Dialog ins Lateinische. Die Übersetzung veröffentlichte er 1484 in Florenz in der Gesamtausgabe seiner lateinischen Platon-Übersetzungen. Die erste Ausgabe des griechischen Textes erschien 1513 bei Aldo Manuzio in Venedig. In der Frühen Neuzeit galt das Werk gewöhnlich als echt. 
1699 veröffentlichte André Dacier eine französische Übersetzung von zehn unter Platons Namen überlieferten Dialogen, darunter die Anterastai. Floyer Sydenham publizierte 1769 eine englische Übersetzung.
Im frühen 19. Jahrhundert setzten in der Forschung Zweifel an der Echtheit ein; August Boeckh machte 1806 den Anfang. Im Verlauf der Debatte setzte sich die Annahme der Unechtheit weitgehend durch. Sie findet aber weiterhin keine einhellige Zustimmung.

## Ausgaben und Übersetzungen
- Antonio Carlini (Hrsg.): Platone: Alcibiade, Alcibiade secondo, Ipparco, Rivali. Boringhieri, Torino 1964, S. 360–399 (kritische Ausgabe mit italienischer Übersetzung)
- Joseph Souilhé (Hrsg.): Platon: Œuvres complètes, Band 13 Teil 2: Dialogues suspects. Les Belles Lettres, Paris 1930, S. 104–126 (kritische Ausgabe mit französischer Übersetzung)
- Franz Susemihl (Übersetzer): Die Nebenbuhler. In: Erich Loewenthal (Hrsg.): Platon: Sämtliche Werke in drei Bänden, Bd. 2, unveränderter Nachdruck der 8., durchgesehenen Auflage, Wissenschaftliche Buchgesellschaft, Darmstadt 2004, ISBN 3-534-17918-8, S. 841–852 (nur Übersetzung)